# Cruzada de los wendos
La cruzada de los wendos (en alemán: Wendenkreuzzug) fue una campaña militar que tuvo lugar en 1147, una de las Cruzadas Bálticas y una parte de la Segunda Cruzada, liderada principalmente por el reino de Germania dentro del Sacro Imperio Romano Germánico y dirigida contra los eslavos polabianos (o wendos).
A principios del siglo XII, los arzobispados germanos de Bremen y Magdeburgo buscaban la conversión al cristianismo de los paganos vecinos de los eslavos occidentales por medios pacíficos. Durante la preparación de la Segunda Cruzada a Tierra Santa, sin embargo, se emitió una bula papal (Quantum praedecessores) para apoyar una cruzada contra estos eslavos. El líder eslavo Niklot invadió preventivamente Wagria en junio de 1147, lo que llevó  más tarde a la marcha de los cruzados, ese mismo verano. Lograron un aparente bautismo forzado de eslavos en Dobin, pero fueron rechazados de  Demmin. Otro ejército de cruzados marchó sobre la ciudad ya cristiana de Szczecin (Stettin), con lo cual los cruzados se dispersaron al llegar.
El ejército cristiano, compuesto principalmente de sajones y danos, forzó el tributo de los eslavos paganos y afirmó el control germano de Wagria y Polabia, pero no logró convertir al grueso de la población de inmediato.

## Fondo
La dinastía otoniana había apoyado la expansión hacia el este del Sacro Imperio Romano hacia las tierras wendas durante el siglo X. Las campañas del rey Enrique el Pajarero y del emperador Otón el Grande llevaron a la introducción de burgwards para proteger las conquistas germanas en las tierras de los sorbios. Los lugartenientes de Otón, los margraves Gerón I y Herman Billung, avanzaron hacia el este y el norte respectivamente para reclamar tributo de los eslavos conquistados. Se establecieron nuevos obispados en Meissen, Brandeburgo, Havelberg y Oldenburgo para administrar el territorio. Sin embargo, una gran rebelión eslava en 983 revirtió las ganancias germanas iniciales.  Mientras que los  burgwards permitieron a los sajones retener el control de Meissen, perdieron Brandenburgo y Havelberg. El río Elba se convirtió así en el límite oriental del control germano-romano.
A principios del siglo XII, los arzobispados de Bremen, Magdeburgo y Gniezno buscaron la conversión de los eslavos paganos al cristianismo por medios pacíficos: notables misioneros incluidos Vicelin, Norberto de Xanten y Otón de Bamberg (enviados a Pomerania por Bolesław III Wrymouth de Polonia). Al carecer del apoyo de la dinastía salia del Sacro Imperio Romano, los príncipes sajones seculares que buscaban territorio eslavo se encontraron en un punto muerto militar con sus adversarios. Los cristianos, especialmente los sajones de Holstein, y los paganos se asaltaban entre sí a través del Limes Saxonicus, generalmente para tributo.
De 1140 a 1143, los nobles holsatianos avanzaron en Wagria para establecerse permanentemente en las tierras del Wagri pagano. El conde  Adolfo II de Holstein y Enrique de Badewide tomaron el control de los asentamientos polabianos que luego se convertirían en Lübeck y Ratzeburg; Vicelin fue instalado posteriormente como obispo en Oldenburg.  Adolfo buscó la paz con el jefe de la confederación Abodrita, Niklot, y alentó la colonización germana y la actividad misionera en Wagria.
La caída del condado de Edesa en 1144 conmocionó a la cristiandad, provocando que el papa Eugenio III y Bernardo de Claraval predicaran una Segunda Cruzada para reforzar a Outremer. Mientras que muchos germanos del sur se ofrecieron para la cruzada en el Medio Oriente, los sajones del norte de Alemania se mostraron reacios. Le dijeron a Bernard de su deseo de hacer campaña contra los eslavos en una reunión del Reichstag en Frankfurt el 13 de marzo de 1147. Aprobando el plan de los sajones, el papa Eugenio emitió una bula papal conocida como Divina dispensatione el 13 de abril; no habría diferencia entre las recompensas espirituales de los diferentes cruzados. Los que se ofrecieron voluntarios para la cruzada contra los paganos eslavos fueron principalmente daneses, sajones y polacos, aunque también hubo algunos bohemios. La monarquía germana no tomó parte en la cruzada, que fue liderada por familias sajonas como los ascanos, Wettin y Schauenburgers. El legado pontificio Anselmo de Havelberg fue colocado en el mando general.

## Guerra santa

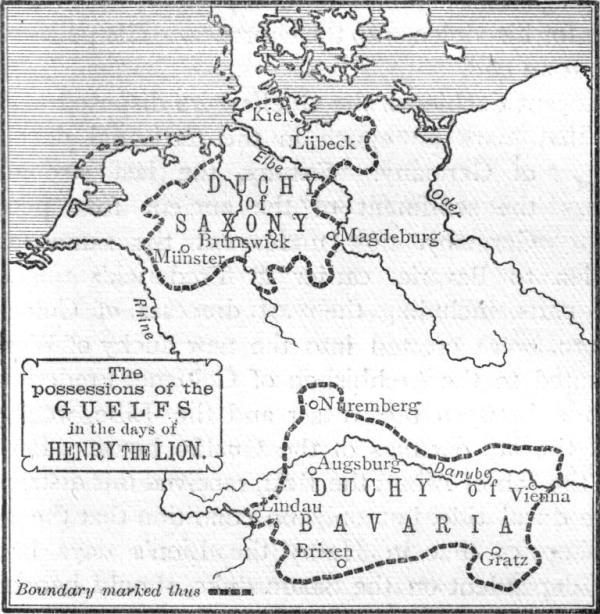
Ducados de Enrique de Sajonia y Baviera

Preocupado por la participación de Adolfo en la cruzada, Niklot invadió preventivamente Vagria en junio de 1147 y, junto con los wagrianos, asesinó a los habitantes de las recién establecidas aldeas flamencas y frisonas, lo que llevó a la marcha de los cruzados a finales del verano de 1147. Tras expulsar a los obodritas de su territorio, Adolfo firmó un tratado de paz con Niklot. Los cruzados cristianos restantes atacaron el fuerte obodrita de Dobin y el fuerte de Liutizia de Demmin.
Las fuerzas que atacaron Dobin incluyeron las tropas de los daneses Canuto V y Svend III, del arzobispo Adalberto II de Bremen y del duque Enrique el León de Sajonia. Evitando batallas campales, Niklot hábilmente defendió las marismas de Dobin. Un ejército de daneses fue derrotado por los eslavos de Dobin, mientras que otro tuvo que defender a la flota danesa de los aliados de Niklot, los rani de Rügen. Enrique y Adalberto mantuvieron el asedio de Dobin después de la retirada de los daneses. Cuando algunos cruzados abogaron por asolar el país, otros se opusieron preguntando: «¿no es la tierra que devastamos nuestra tierra, y la gente contra la que luchamos nuestra gente?». El ejército sajón bajo Enrique el León se retiró después de que Niklot accediera a tener a la guarnición de Dobin sometida al bautismo.
El ejército sajón dirigido contra Demmin fue dirigido por varios obispos, incluidos los de Maguncia, Halberstadt, Münster, Merseburgo, Brandenburgo, Olmütz y el obispo Anselmo de Havelberg. Si bien su objetivo declarado era lograr la conversión de los paganos, la mayoría también buscaba territorio adicional y diezmo para sus diócesis; El abad Wibald de Corvey tuvo la esperanza de adquirir la isla de Rügen. La campaña de Demmin también incluyó a los margraves seculares  Conrado I y Alberto el Oso, quienes esperaban expandir sus marcas. Un contingente real polaco quería agregar al obispado de Lebus. Marchando desde Magdeburgo, Alberto el Oso recuperó Havelberg, perdido desde la rebelión eslava en 983. Los cruzados destruyeron un templo y castillo pagano en Malchow. Después de un asalto fallido a Demmin, un contingente de cruzados fue desviado por los margraves para atacar la Pomerania central en su lugar. Llegaron a la ciudad ya cristiana de Szczecin, donde los cruzados se dispersaron después de reunirse con el obispo Adalberto de Pomerania y el duque cristiano Ratibor I de Pomerania.

## Consecuencias
La Cruzada de los wendos logró resultados mixtos. Mientras los sajones afirmaron su posesión de Wagria y Polabia, Niklot retuvo el control de la tierra de los obodrita al este de Lübeck. Los sajones también recibieron tributo de Niklot, permitieron la colonización del obispado de Havelberg y liberaron a algunos prisioneros daneses. Sin embargo, dispares líderes cristianos, sobre todo Canuto y Svend, miraron a sus contrapartes con sospecha y se acusaron mutuamente de sabotear la campaña.
Según Bernardo de Claraval, el objetivo de la cruzada era combatir a los eslavos paganos «hasta el momento en que, por la ayuda de Dios, se conviertan o se eliminen». Sin embargo, la cruzada no logró la conversión de la mayoría de los wendos. Los sajones lograron amplias conversiones simbólicas en Dobin, ya que los eslavos volvieron a sus creencias paganas una vez que los ejércitos cristianos se dispersaron; Alberto de Pomerania explicó: «Si hubieran venido a fortalecer la fe cristiana... deberían haberlo hecho predicando, no con las armas».
El país de Mecklemburgo y la Pomerania central fueron saqueados y despoblados con mucho derramamiento de sangre, especialmente por las tropas de Enrique el León. De las campañas de Enrique,  Helmoldo de Bosau escribió que «no se mencionaba el cristianismo, sino solo el dinero». Los habitantes eslavos también perdieron gran parte de sus métodos de producción, lo que limitó su resistencia en el futuro.